# Anyphaena nexuosa
Anyphaena nexuosa är en spindelart som beskrevs av Arthur M. Chickering 1940. Anyphaena nexuosa ingår i släktet Anyphaena och familjen spökspindlar.
Artens utbredningsområde är Panama. Inga underarter finns listade i Catalogue of Life.